# Katarzyna Łastowiecka
Katarzyna Łastowiecka (ur. 1975 w Sieradzu) - była prezenterka TVN24 i TVN CNBC Biznes.
Jest absolwentką wydziału produkcji filmowej i telewizyjnej Państwowej Wyższej Szkoły Filmowej, Telewizyjnej i Teatralnej im. Leona Schillera w Łodzi. 
Jej pierwszym miejscem pracy był lokalny ośrodek TVP Łódź - TV Sieradz. Później przez 2 lata Katarzyna Łastowiecka była korespondentem Radia Łódź i Radia ZET. W 1998 zaczęła pracować w zagranicznej redakcji Faktów TVN. W TVN pracowała także w redakcji biznesowej przy programie Fakty, ludzie, pieniądze - także jako prowadząca. Od 2001 związana z TVN24. Prowadziła pierwszy program biznesowy w stacji. Do 2008 prowadziła serwisy ekonomiczne i magazyn Bilans w TVN24. Była prezenterką TVN CNBC Biznes. Do 2006 była również gospodynią programu E-life, następnie prowadziła podobną autorską audycję - Progr@m. W 2008 odeszła z telewizji i założyła własną firmę, która zajmuje się PR.